# 普慧岩
普慧岩，位于中国广东省揭阳市惠来县靖海葛山村，为惠来县的一个县级文物保护单位，类型为古建筑，公布时间为1995年7月。
普慧岩的历史年代为宋代。